# Jeziorki (Gościno)
Jeziorki (deutsch Seehof) ist ein Wohnplatz in der Woiwodschaft Westpommern in Polen. Er gehört zur Gmina Gościno (Gemeinde Groß Jestin) im Powiat Kołobrzeski (Kolberger Kreis). 
Der Wohnplatz liegt in Hinterpommern, etwa 100 Kilometer nordöstlich von Stettin und etwa 14 Kilometer südlich von Kołobrzeg (Kolberg), nahe dem nördlichen Ortsrand von Gościno (Groß Jestin). 
Der Wohnplatz wurde als landwirtschaftlicher Betrieb in der 2. Hälfte des 19. Jahrhunderts angelegt, nachdem landwirtschaftliche Flächen durch Waldrodung und durch das Ablassen des Jestiner Sees gewonnen worden waren. Der Ortsname „Seehof“ verweist auf den westlich gelegenen Jestiner See. Im Jahre 1891 wurde Seehof parzelliert. Es wurden sechs neue Bauernstellen abgezweigt, der Resthof wurde als Vorwerk des Gutes Groß Jestin bewirtschaftet. Im Jahre 1885 wurden in Seehof 10 Einwohner gezählt, im Jahre 1895 12 Einwohner und im Jahre 1905 9 Einwohner. 
Vor 1945 bildete Seehof einen Wohnplatz in der Gemeinde Groß Jestin und gehörte mit dieser zum Kreis Kolberg-Körlin.
1945 kam Seehof, wie ganz Hinterpommern, an Polen. Der Ort erhielt den polnischen Ortsnamen „Jeziorki“. Im Jahre 2017 wurden 14 Einwohner gezählt.